# Silvia Plaza
Silvia Plaza Tejero (Zaragoza, 1986) es una abogada, economista y empresaria española, especializada en Derecho Mercantil y Societario. Desde 2020, preside la Asociación de Jóvenes Empresarios (AJE) de Zaragoza.

## Trayectoria
Nacida en Zaragoza, Plaza es Licenciada en Derecho y Administración y Dirección de empresas por la Universidad de Zaragoza, tiene un máster de Tributación Empresarial en el Colegio de Economistas de Aragón, y otro por la Universidad de Deusto sobre Derecho Concursal.
Plaza es miembro fundador de la asociación Aragón Business Angels (ARABAN), cuyo fin es ayudar a los jóvenes empresarios a encontrar la financiación necesaria para sus proyectos. Desde 2012, es socia cofundadora de Mercurio Abogados, una firma especializada en empresa, urbanismo y medio ambiente.  Comprometida con el sector empresarial, Plaza es miembro del comité directivo de la Confederación Española de la Pequeña y Mediana Empresa (CEPYME) de Zaragoza.
En 2020, fue nombrada presidenta de la Asociación de Jóvenes Empresarios (AJE) de Zaragoza, siendo la segunda mujer en ocupar ese cargo a lo largo de sus tres décadas de historia, tras Pilar Andrade (2008-2012). Plaza centró su mandato en la colaboración entre empresas y agentes sociales, reconociendo la dificultad en sectores como la hostelería y el ocio debido a la crisis económica generada por la pandemia de COVID-19. La ejecutiva de AJE Zaragoza, formada por 20 personas, tiene una composición paritaria, algo inusual en las organizaciones empresariales, donde las mujeres suelen estar infrarrepresentadas en los órganos de gobierno.
Además de su faceta empresarial, desde 2012 Plaza es también Profesora asociada de la Universidad de Zaragoza en el área de Derecho mercantil, y colabora en distintos medios de comunicación participando en tertulias de actualidad jurídica y empresarial.